# Dicranomyia (Dicranomyia) dissoluta
Dicranomyia (Dicranomyia) dissoluta is een tweevleugelige uit de familie steltmuggen (Limoniidae). De soort komt voor in het Neotropisch gebied.